# Galaxiidae

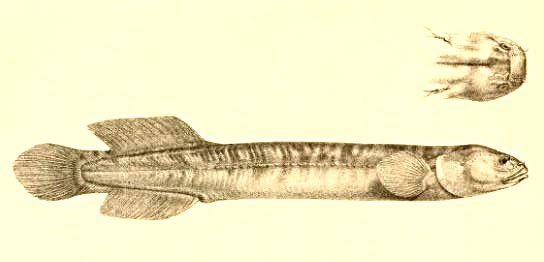
Neochanna apoda

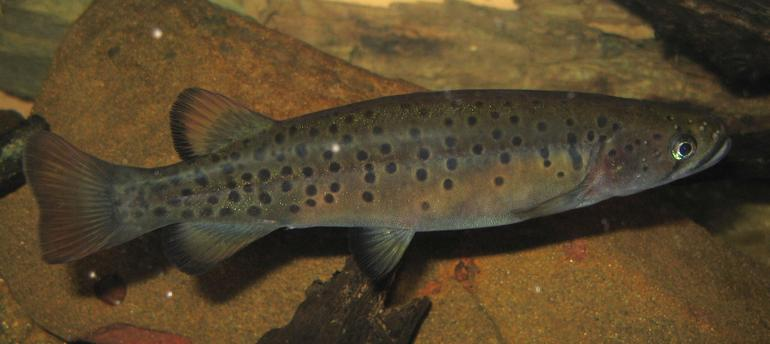
Galaxias truttaceus

I Galaxiidae sono una famiglia di pesci ossei appartenenti all'ordine Osmeriformes.

## Distribuzione e habitat
Questa famiglia è diffusa nelle acque dolci e marine dell'emisfero Australe in Oceania (Australia, Nuova Zelanda e Nuova Caledonia), Sudafrica e Sudamerica meridionale (sud di Cile e Argentina). Alcune specie hanno un areale molto esteso: Galaxias maculatus, ad esempio, si incontra nelle acque dell'Australia, della Nuova Zelanda e della parte meridionale del sud America.
Popolano soprattutto acque fredde e temperate. La maggior parte delle specie è vive in acqua dolce ma alcune hanno colonizzato quelle marine comportandosi da anadrome.

## Descrizione
Questi pesci hanno la pinna dorsale molto arretrata, spesso alla stessa altezza della pinna anale. Anche le pinne ventrali sono inserite in posizione posteriore. La pinna adiposa è presente solo nei generi Aplochiton e Lovettia Le scaglie sono assenti. La linea laterale è presente e ben sviluppata, in alcune specie esiste una linea laterale accessoria. Molti Galaxiidae hanno corpo allungato e cilindrico, di piccole dimensioni, altre (come Galaxias truttaceus) sono predatori con bocca grande e sagoma più tozza.

## Biologia
La biologia dei Galaxiidae è complessivamente poco nota.

### Alimentazione
Si cibano di pesci e invertebrati.

## Pesca
Non hanno valore economico e la loro cattura interessa solamente i pescatori sportivi.

## Specie
La famiglia comprende le seguenti specie:
- Genere Aplochiton
  - Aplochiton taeniatus
  - Aplochiton zebra
- Genere Brachygalaxias
  - Brachygalaxias bullocki
  - Brachygalaxias gothei
- Genere Galaxias
  - Galaxias anomalus
  - Galaxias argenteus
  - Galaxias auratus
  - Galaxias brevipinnis
  - Galaxias cobitinis
  - Galaxias depressiceps
  - Galaxias divergens
  - Galaxias eldoni
  - Galaxias fasciatus
  - Galaxias fontanus
  - Galaxias globiceps
  - Galaxias gollumoides
  - Galaxias gracilis
  - Galaxias johnstoni
  - Galaxias macronasus
  - Galaxias maculatus
  - Galaxias neocaledonicus
  - Galaxias niger
  - Galaxias occidentalis
  - Galaxias olidus
  - Galaxias parvus
  - Galaxias paucispondylus
  - Galaxias pedderensis
  - Galaxias platei
  - Galaxias postvectis
  - Galaxias prognathus
  - Galaxias pullus
  - Galaxias rostratus
  - Galaxias tanycephalus
  - Galaxias truttaceus
  - Galaxias vulgaris
  - Galaxias zebratus
- Genere Galaxiella
  - Galaxiella munda
  - Galaxiella nigrostriata
  - Galaxiella pusilla
- Genere Lovettia
  - Lovettia sealii
- Genere Neochanna
  - Neochanna apoda
  - Neochanna burrowsius
  - Neochanna cleaveri
  - Neochanna diversus
  - Neochanna heleios
  - Neochanna rekohua
- Genere Paragalaxias
  - Paragalaxias dissimilis
  - Paragalaxias eleotroides
  - Paragalaxias julianus
  - Paragalaxias mesotes